# Rodenberg
Rodenberg település Németországban, azon belül Alsó-Szászország tartományban. Lakosainak száma 6525 fő (2023. december 31.). Rodenberg Bad Nenndorf és Beckedorf községekkel határos.

## Népesség
A település népességének változása:
| Lakosok száma | 6348 | 6376 | 6451 | 6505 | 6502 | 6612 | 6525 |
|               | 2015 | 2016 | 2017 | 2019 | 2021 | 2022 | 2023 |